# 飯坂町中野
飯坂町中野（いいざかまちなかの）は、福島県福島市の地名で飯坂支所所管にあたる飯坂地域内である。本項ではかつて同地域に所在した信夫郡中野村についても述べる。

## 飯坂町中野
西部を中心に山岳地帯が広がり福島市郊外部の中でも耕地面積が少ないのが特徴。明治以降米沢市方面へと向かう新旧万世大路の整備により交通の要所としての役割を担う。
日本三大不動尊にも数えられる名所中野不動尊の門前町としての顔も持ち合わせている。

### 地理
福島市北部及び飯坂地域の南西部に位置し、北で飯坂町茂庭と、東で飯坂町と、南で飯坂町平野、大笹生と、西で山形県米沢市万世町刈安と隣接する。

#### 河川・架橋
- 小川
  - 山神橋 - 国道13号（万世大路）
  - 中野橋 - 福島市道（福島西部広域農道）
  - 上小川橋 - 福島市道笹谷・中野線（信陵通り）
  - 新小川橋 - 国道13号（万世大路）
- 横川
- 大滝川
- 不動沢
- 赤川

#### 山岳
- 栗子山
- 葡萄沢山
- 七ツ森
- 文珠山
- 三ツ森

#### 主な字
- 赤落
- 赤坂
- 天沼
- 天沼前
- 板揚場
- 入沼
- 円部
- 大滝
- 小川田
- 沖根山
- 尾崎
- 尾崎前
- 御荷越
- 岸
- 北円部
- 源八川
- 熊穴
- 柴田
- 柴田前
- 下鎌

- 杉ノ平
- 堰坂
- 堰場
- 瀬沼
- 瀬沼下
- 平
- 高田
- 高田前
- 高取
- 高取前
- 高柳
- 滝ノ沢
- 舘西
- 田中
- 田中前
- 長老沢
- 寺山
- 天上川
- 銅屋
- 栃久保

- 中江
- 中森
- 西高田
- 西八景
- 沼ノ原
- 蜂田
- 原田
- 東瀬沼
- 東銅屋
- 東森
- 東横川
- 菱沼
- 平林
- 蛭田
- 深沢
- 不動沢
- 朴沢
- 増沢
- 爼石
- 森

- 森山
- 森川
- 奴内
- 柳川
- 山岸
- 葭沢

### 歴史
萬世大路沿いに関場・銅屋・円部・杉の平・大滝などの集落が存在し、大滝は栗子山を越えるための宿場であった。
- 1889年4月1日 - 町村制より中野村、および茂庭村の一部をもって信夫郡中野村が発足。
- 1955年3月31日 - 中野村が信夫郡飯坂町（旧）・同郡平野村・伊達郡湯野町・同郡東湯野村・同郡茂庭村と合併し、信夫郡飯坂町（新）が発足。旧中野村域は大字中野となる。
- 1964年1月1日 - 飯坂町は福島市に編入され、大字中野は飯坂町中野に改称。

### 施設

#### 教育
- 福島市立中野小学校
- 福島市立中野幼稚園

#### 観光
- 中野不動尊

### 交通

#### バス
福島交通路線バス
- （福島駅方面） - 中野不動尊入口 - 堰場
  - 中野
- （湯野駅方面） - 湯町田中 - 中野小学校前 - 平林 - 高取 - 滝の沢 - 堰場 - 瀬沼 - 中野橋 - 銅屋 - 円部 - 杉の平
  - 湯野＜飯坂小学校＞・杉の平

#### 道路
- 国道13号（万世大路）
- 国道399号（飯坂バイパス）
- 福島県道313号中野梍町線
- 福島市道3号栗畑中ノ内線（未事業化）
- 福島市道15号笹谷中野線（信陵通り） - 旧万世大路に該当
- 福島西部広域農道

#### トンネル
- 高平トンネル - 国道13号
- 中野第一トンネル・中野第二トンネル - 国道13号
- 大滝第一トンネル・大滝第二トンネル - 国道13号
- 東栗子トンネル - 国道13号
- 新高平トンネル - 東北中央自動車道
- 杉ノ平トンネル - 東北中央自動車道
- 中野トンネル - 東北中央自動車道
- 大滝トンネル - 東北中央自動車道
- 栗子トンネル - 東北中央自動車道

### 世帯数と人口の推移
| 年     | 世帯数（世帯） | 人口（人） |
| ------ | -------------- | ---------- |
| 1887年 | 128            | 706        |
| 1889年 | 278            | 1,428      |
| 1920年 | 340            | 1,973      |
| 1935年 | 378            | 2,796      |
| 1947年 | 389            | 2,309      |
| 2012年 | 570            | 1,328      |
| 2017年 | 554            | 1,209      |

- 2017年は6月30日現在の世帯数と人口である[1]。

## 中野村
中野村（なかのむら）は、福島県信夫郡に属していた村で、1889年4月1日から1955年3月31日のちょうど66年間存在していた。